# Aleksandr Iwanow (reżyser)

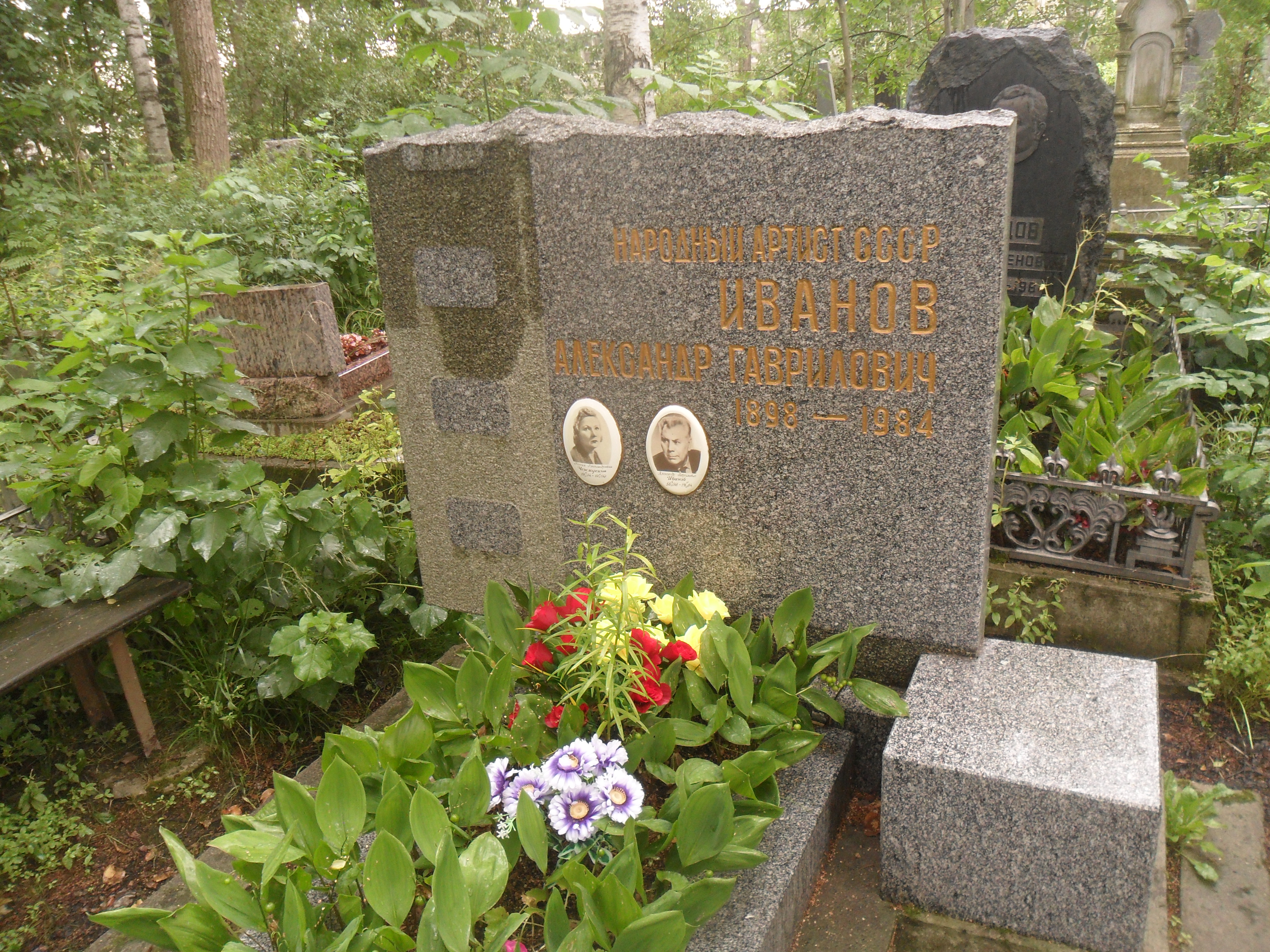
Grób Aleksandra Iwanowa na Cmentarzu Serafimowskim

Aleksandr Gawriłowicz Iwanow (ros. Александр Гаврилович Ивано́в, ur. 1898, zm. 1984) – radziecki reżyser i scenarzysta filmowy. Ludowy Artysta ZSRR (1964). Pochowany na Cmentarzu Serafimowskim.

## Wybrana filmografia

### Reżyser
- 1932: Trzech żołnierzy
- 1946: Synowie
- 1953: Gwiazda
- 1960: Zorany ugór

### Scenarzysta
- 1932: Trzech żołnierzy

## Nagrody i odznaczenia
- Ludowy Artysta ZSRR (1964)
- Ludowy Artysta RFSRR (15.06.1960)
- Zasłużony Działacz Sztuk Łotewskiej SRR (1947)
- Order Lenina (1939)